# Eagles (musikalbum)
Eagles är den amerikanska countryrockgruppen Eagles debutalbum. Det släpptes 1 juni 1972 och nådde som bäst 22:a plats på den amerikanska albumlistan.

## Låtlista
Sida 1
1. "Take It Easy" (Jackson Browne, Glenn Frey) – 3:34
2. "Witchy Woman" (Don Henley, Bernie Leadon) – 4:13
3. "Chug All Night" (Glenn Frey) – 3:18
4. "Most of Us Are Sad" (Glenn Frey) – 3:38
5. "Nightingale" (Jackson Browne) – 4:08

Sida 2
1. "Train Leaves Here This Mornin'" (Gene Clark, Bernie Leadon) – 4:13
2. "Take the Devil" (Randy Meisner) – 4:04
3. "Early Bird" (Bernie Leadon, Randy Meisner) – 3:02
4. "Peaceful Easy Feeling" (Jack Tempchin) – 4:20
5. "Tryin'" (Randy Meisner) – 2:54

## Singlar
Singlar från albumet med datum och listplacering:
- "Take It Easy" / "Get You in the Mood" – 1 maj 1972 (#12 US)
- "Witchy Woman" / "Early Bird" – 1 augusti 1972 (#9 US)
- "Peaceful Easy Feeling" / "Tryin'" – 1 december 1972 (#22 US)

## Medverkande
- Glenn Frey – gitarr, sång
- Don Henley – trummor, sång
- Bernie Leadon – gitarr, banjo, sång
- Randy Meisner – basgitarr, sång